# Dècada del 320 aC
La dècada del 320 aC comprèn el període que va des de l'1 de gener del 329 aC fins al 31 de desembre del 320 aC.

## Esdeveniments
- Macedònia, l'imperi d'Alexandre Magne, cau en lluites internes a la seva mort
- Començament del període hel·lenístic

## Personatges destacats
- Teofrast
- Piteas